# 经营管理
经营管理，是指在企业内，为使生产、营业、劳动力、财务等各种业务，能按经营目的顺利地执行、有效地调整而所进行的系列管理、运营之活动。
不仅于企业，经营管理也用于组织集团的全般业务。